# Ото Абец
Ото Абец (Швецинген, 26. мај 1903 — Лангенфелд, 5. мај 1958) је био амбасадор нацистичке Немачке у Вишијевој Француској за време Другог светског рата.

## Биографија
Рођен је у Швецингену. Похађао је школу у Карлсруеу где је постао наставник уметности у школи за дјевојчице. Занимао се за француску културу и уметност. Жени се 1932. године францускињом Сузан де Брукер. Иако је политички подржавао левичаре, био је пацифист. Није се придружио НСДАПу све до 1937. године када се пријављује за Немачку инострану службу. Присуствује Минхенској конференцији 1938. године. Депортован је из Француске приликом избијања рата, септембра 1939. године. Учествује у нападима немачке војске на Варшаву те након пада Варшаве се враћа у већ окупирану Француску у јуну 1940. године. Фон Рибентроп га поставља у амбасаду у Паризу, где га задужује у нагледању свих објеката везаних за културу и јавни живот, а нарочито оних објеката који су припадали Јеврејима. Абец преузима тај задатак с ентузијазмом, те ради на конфисковању свих француских уметнина. Новембра 1940. године преузима дужност амбасадора Немачке у окупираној Француској, где остаје све до јула 1944. године. Иако никад није акредитован као амбасадор у Француској (јер нацистичка Немачка и Француска никад нису склопиле мировни споразум до краја рата), имао је све овласти те функције. Као амбасадор је саветовао немачку војну администрацију у Паризу те је био одговоран за односе са Вишијевом Француском. Абец је био један од малобројних функционера којима се фон Рибентроп дивио. Његов основни циљ током рата је да осигура потпуну колаборацију Француза. Абецова функција је касније постала катализатор за односе са француском јавношћу а пре свега то се односи на пропаганду. Постепено напредује по војном чину, добивши 9. новембра 1940. године чин пуковника. Иницирао је многобројна протеривања Јевреја по Француској. У септембру 1944. године напушта Француску заједно с немачком војском која се повлачила. Ухваћен је од стране Савезника 1945. године на Шварцвалду. У јулу 1949. године француски суд га је осудио на 20 година затвора због ратних злочина, због учествовања у депортацији француских Јевреја у логоре. Пуштен је на слободу 17. априла 1954. године. Умро је 5. маја 1958. године у саобраћајној несрећи у близини Дортмунда.